# Will Tura
Pour les articles homonymes, voir Blanckaert.
Will Tura, nom de scène d'Arthur Blanckaert, né le 2 août 1940 à Furnes, est un chanteur belge néerlandophone. 

## Biographie

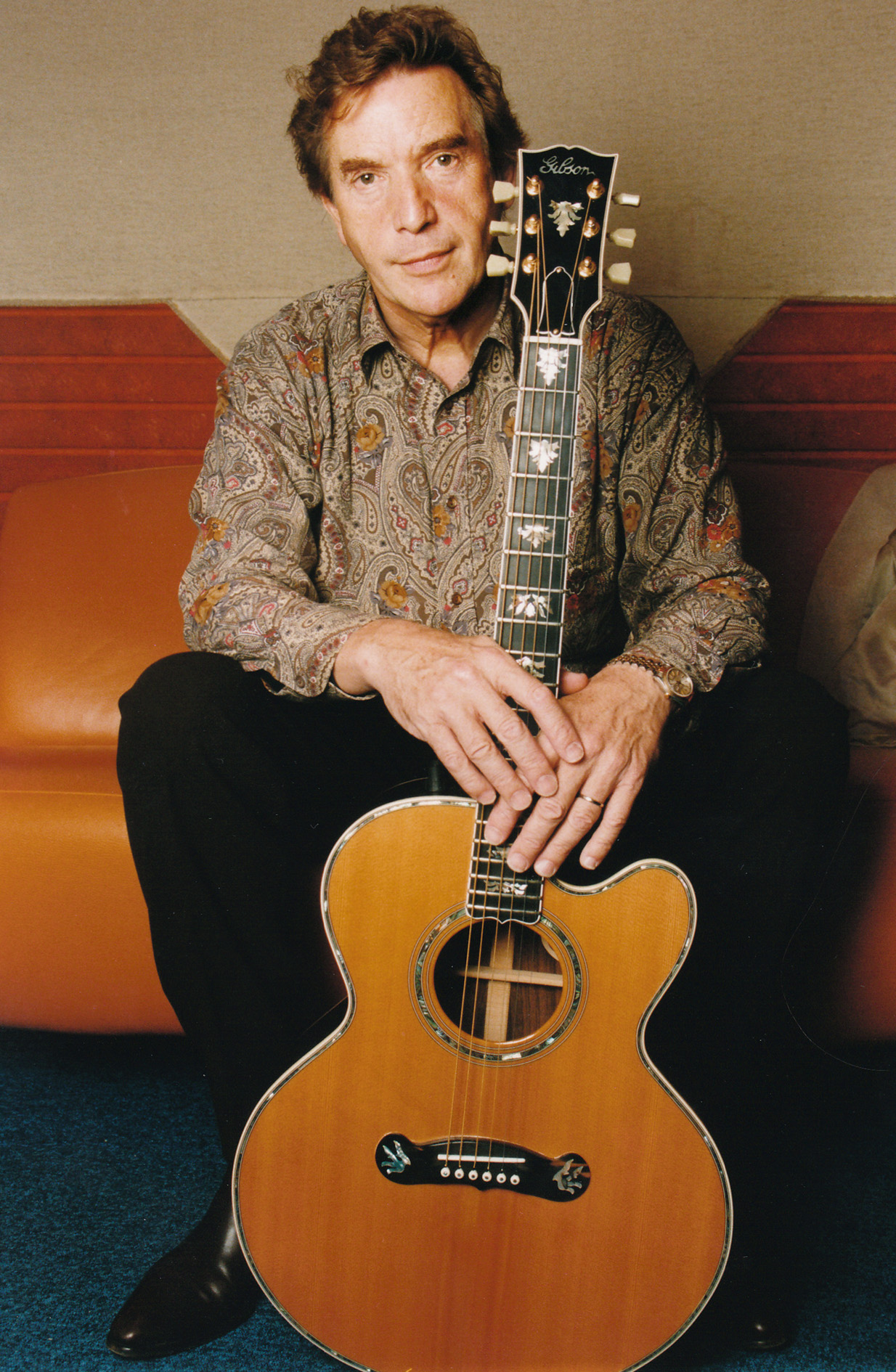
Will Tura.

Will Tura est le quatrième enfant d'une fratrie de cinq (prénoms des frères et sœur : Hubert, Staf, Jacqueline et Jean-Marie).

## Discographie
- 1963 : Will Tura
- 1964 : Hello Will Tura
- 1966 : Will Tura Plays Will Tura
- 1966 : Uit het hart
- 1968 : Will Tura Story
- 1973 : De wereldreis van kleine Jan
- 1976 : Will in Nashville
- 1977 : Vlaanderen m’n land
- 1979 : In mijn caravan
- 1984 : Will Tura zingt Elvis Presley
- 1985 : Waar een Will is
- 1988 : Vlaanderen
- 1988 : Ik zing alleen voor jou
- 1989 : Ouvertura
- 1991 : Met rock ‘n’ roll in het hart
- 1992 : Moa ven toh!
- 1992 : Tura in Symfonie
- 1993 : Hoop doet leven
- 1994 : Tura in Symfonie II
- 1995 : Tura in studio
- 1995 : Bloed, zweet en tranen
- 1996 : Tura in Symfonie III
- 1997 : Puur Tura
- 1998 : Alleen gaan
- 1998 : Tura in Vorst. 40 jaar Live
- 2000 : Gospel
- 2000 : Ware Liefde
- 2002 : De Mooiste Droom
- 2012 : Ik ben een zanger